# Kosmová
Kosmová (deutsch Goßmaul) ist eine Siedlung in der Stadt Toužim (Theusing) im Okres Karlovy Vary (Bezirk Karlsbad). Der Ort liegt rund 2 km südwestlich von Toužim auf rund 633 m. Die Gemarkung umfasst etwa eine Fläche von 6,43 km².

## Geschichte
Im Dorf gibt es Fachwerkhäuser aus dem 17. bis 19. Jahrhundert. Die erste Erwähnung des Dorfes stammt aus dem Jahr 1467. 2011 lebten in Kosmová 186 Personen. Vor 1945 war das Dorf fast ausschließlich durch Sudetendeutsche bewohnt. Früher gab es im Ort ein Denkmal zu Ehren von im Ersten Weltkrieg Gefallener.

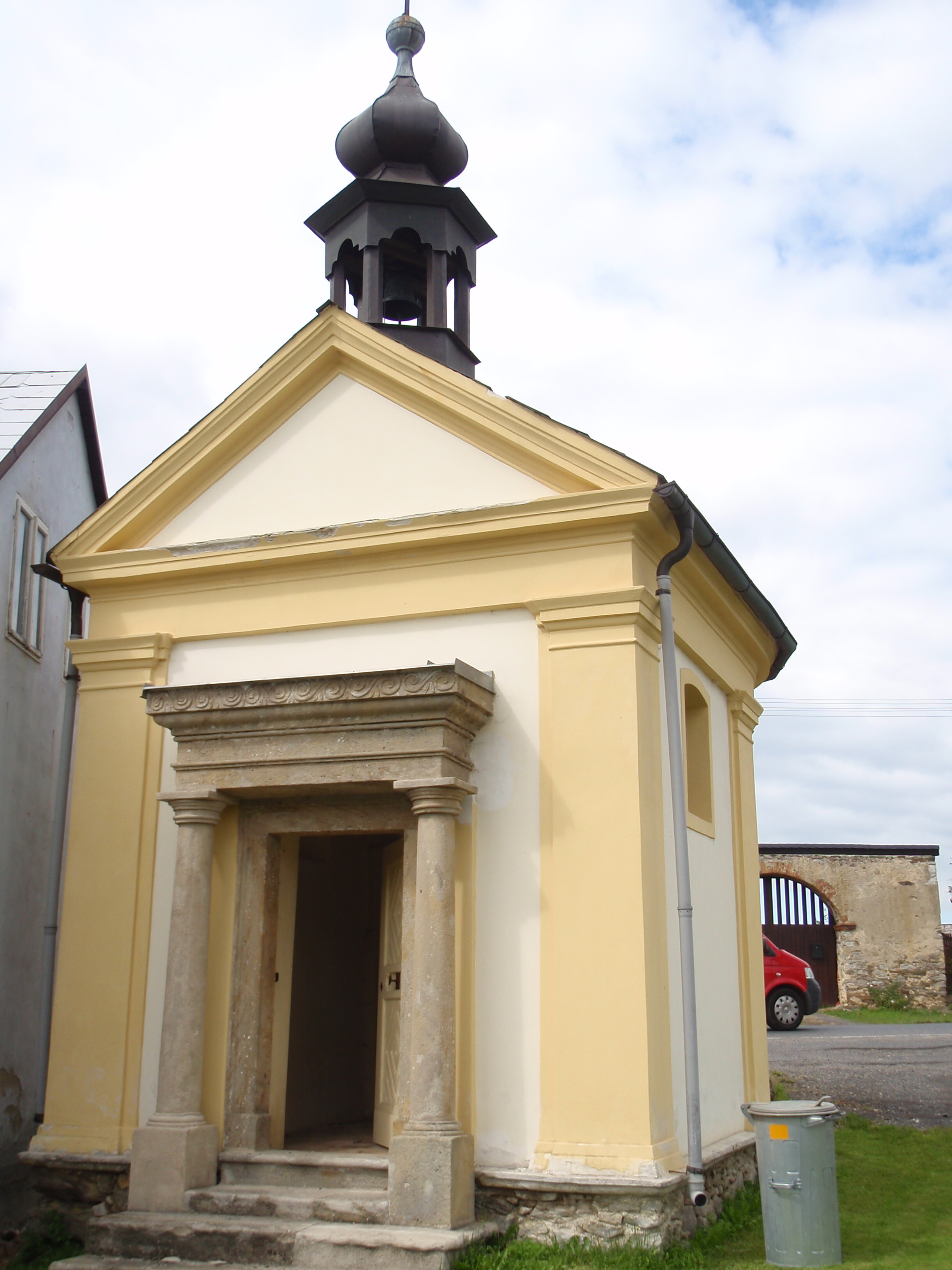
Dorfkapelle

| Jahr      | 2010 | 2011 | 2015 | 2020 |
| --------- | ---- | ---- | ---- | ---- |
| Einwohner | 219  | 186  | 173  | 181  |
| Häuser    | 72   |      | 72   | 74   |

## Sehenswürdigkeiten
- klassizistische Kapelle aus dem frühen 19. Jahrhundert

## Belege
1. 1 2  Kosmová - Kosmová - Oficiální stránky města Toužim. Abgerufen am 17. März 2024.
2. ↑  STATISTICKÝ LEXIKON OBCÍ ČESKÉ REPUBLIKY 2013 Podle správního rozdělení k 1. 1. 2013 a výsledků sčítání lidu, domů a bytů  k 26. březnu 2011 Zpracoval Český statistický úřad ve spolupráci s Ministerstvem vnitra ČR. (PDF) 1. Januar 2013, S. 276, abgerufen am 16. März 2024 (tschechisch).
3. ↑  Goßmaul, Bezirk Karlsbad, Tschechien. Abgerufen am 17. März 2024.